# Departament de Managua
El Departament de Managua és un departament de Nicaragua. La seva capçalera departamental és la ciutat de Managua. Va ser fundat en 1875 i limita al nord amb els Departaments de León i Matagalpa; al sud amb l'oceà Pacífic i el Departament de Carazo; a l'est amb els Departaments de Boaco, Granada i Masaya i a l'oest amb el Departament de León.

## Municipis
1. Ciudad Sandino
2. El Crucero
3. Managua
4. Mateare
5. San Francisco Libre
6. San Rafael del Sur
7. Ticuantepe
8. Tipitapa
9. Villa Carlos Fonseca

## Economia
Managua és el departament amb la major activitat econòmica del país. A més centralitza molts serveis i a les entitats de govern, les principals universitats i hospitals, Un dels dos únics aeroports internacionals de Nicaragua l'altre aquesta és la costa atlàntica i els principals hotels i negocis del país.